# Yoo Ah-in
Eom Hong-sik (hangeul : 엄홍식), dit Yoo Ah-in (hangeul : 유아인), est un acteur et directeur artistique sud-coréen, né le 6 octobre 1986 à Daegu.
Il est connu pour ses rôles dans différentes séries télévisées telles que Sungkyunkwan Scandal, Secret Love Affair et Six Flying Dragons, ainsi que pour les films Veteran, Sado et Burning. Il est également le directeur d'un espace créatif complexe appelé Studio Concrete, qu'il a créé avec un groupe d'artistes de divers médias.

## Biographie
De son vrai nom Eom Hong-sik, il naît à Daegu, en Corée du Sud.

## Filmographie

### Cinéma

#### Longs métrages
- 2007 : Skeletons in the Closet (좋지 아니한가) de Chung Yoon-chul : Shim Yong-tae
- 2007 : Boys of Tomorrow (우리에게 내일은 없다) de Noh Dong-seok : Jeon Jong-dae
- 2008 : Antique (서양골동양과자점 앤티크) de Min Gyoo-dong : Yang Ki-beom
- 2009 : Sky and Ocean (하늘과 바다) de Bong Soo : Jin-goo
- 2011 : Punch (완득이) de Lee Han : Do Wan-deuk
- 2013 : Tough as Iron (깡철이) de Ahn Kwon-tae : Gang Cheol
- 2014 : The Satellite Girl and Milk Cow (깡철이) de Jang Hyeong-yoon : Ko Kyeong-cheon (voix, film d'animation)
- 2014 : Thread of Lies (우아한 거짓말) de Lee Han : Choo Sang-bak
- 2015 : Veteran (베테랑) de Ryoo Seung-wan : Jo Tae-oh
- 2015 : Sado (사도) de Lee Joon-ik : Prince Sado
- 2016 : Like for Likes (좋아해줘) de Park Hyeon-jin : Noh Jin-woo
- 2018 : Burning (버닝) de Lee Chang-dong : Jong-soo
- 2018 : Default (국가부도의 날) de Choi Kook-hee : Yeon Jeong-hak
- 2020 : #Alive (살아있다) de Cho Il-hyeong : Joon-woo
- 2020 : Voice of Silence (소리도 없이) de Hong Eui-jung : Tae-in
- 2022 : Seoul Vibe (서울대작전) de Moon Hyeon-seong : Dong-wook
- 2022 : High Five (하이파이브) de Kang Hyeong-cheol : Ki-dong
- 2022 : The Match (승부) de Kim Hyeong-joo : Lee Chang-ho

#### Courts métrages
- 2016 : CCRT Aerospace de[Qui ?]
- 2018 : The Interview de[Qui ?] : lui-même
- 2019 : Sender Unknown (隔空投送) de[Qui ?] : lui-même

### Télévision

#### Séries télévisées
- 2003 : Honest Living (똑바로 살아라) : le second homme (épisode 164)
- 2004-2005 : Sharp 1 (반올림) : Yoo Ah-in (57 épisodes-
- 2004 : April Kiss (4월의 키스) : Kang Jae-sup, 16 ans (épisode 1)
- 2005 : Shi-eun & Soo-ha (드라마시티 – 시은&수하) : Lee Min-seok
- 2005 : Drama City
- 2008 : Chil-woo the Mighty (최강칠우) : Heuksan / Kim Hyuk
- 2009 : He Who Can't Marry (결혼 못하는 남자) : Park Hyeon-kyeon
- 2010 : Sungkyunkwan Scandal (성균관 스캔들) : Moon Jae-shin
- 2012 : Fashion King (패션왕) : Kang Yeong-gool
- 2013 : Jang Ok-jung, Living by Love (장옥정, 사랑에 살다) : le roi Seok-jong
- 2014 : Secret Love Affair (밀회) : Lee Soon-jae
- 2014 : Discovery of Love (연애의 발견) : le visiteur (caméo, épisode 16)
- 2015-2016 : Six Flying Dragons (육룡이 나르샤) : Yi Bang-won
- 2016 : Descendants of the Sun (태양의 후예) : le caissier de banque, Eom Hong-ski (caméo, épisode 13)
- 2017  : Chicago Typewriter (시카고 타자기 : Han Se-joo / Seo Hwi-yeong
- 2021 : Hellbound (지옥) : Jeong Jin-soo
- 2024 : Goodbye Earth (종말의 바보)[2],[3] : Ha Yoon-sang

#### Émissions télévisées
- 2011 : Yoo Ah-in's Launch My Life[4] : lui-même, conservateur de musique (téléréalité, sur Mnet)
- 2014 : Wan-deuk Who Wants to Fly[5] : le narrateur (documentaire, sur KBS 1TV)
- 2017 : June Story[6] (documentaire à l'occasion du 30e anniversaire des Manifestations démocratiques de juin, sur KBS 1TV)
- 2018 : Eyewitnesses of Syria (documentaire, sur SBS)
- 2019 : Do-ol Ah-in Going All Directions[7] (animateur, émission spéciale à l'occasion 100e anniversaire du Mouvement du 1er Mars, KBS 1TV)

#### Clips musicaux
- 2004 : Footprints de T.O[8]
- 2012 : Only One de BoA[9]
- 2016 : ㅎㅎㅎ de Peggy Gould[10]
- 2019 : Starry Night de Peggy Gould[11],[12]
- 2021 : 자유 de Se So Neon

### Jeux vidéos
- 2016 : Knights of Night : Bein, Rune[13],[14]

## Distinctions
| Année | Récompense                                                       | Catégorie                                             | Films / séries           | Résultats  | Ref.   |
| ----- | ---------------------------------------------------------------- | ----------------------------------------------------- | ------------------------ | ---------- | ------ |
| 2004  | Gonews Netizen Entertainment Awards                              | Meilleur nouvel acteur dans un drama                  | Sharp                    | Nomination |        |
| 2007  | 3rd Pyeongtaek Film Festival                                     | Meilleur nouvel arrivant de mai                       | Boys of Tomorrow         | Lauréat    |        |
| 2007  | 3rd Pyeongtaek Film Festival                                     | Meilleur Nouvel Acteur                                | Boys of Tomorrow         | Lauréat    |        |
| 2007  | 8e cérémonie des Pusan Film Critics Awards                       | Meilleur Nouvel Acteur                                | Boys of Tomorrow         | Lauréat    |        |
| 2007  | 28e cérémonie des Blue Dragon Film Awards                        | Meilleur Nouvel Acteur                                | Skeletons in the Closet  | Nomination |        |
| 2008  | 11th Director's Cut Awards                                       | Meilleur Nouvel Acteur                                | Antique                  | Lauréat    |        |
| 2010  | 5th A-Awards                                                     | Style Award                                           | Aucun                    | Lauréat    |        |
| 2010  | KBS Drama Awards                                                 | Meilleur acteur                                       | Sungkyunkwan Scandal     | Nomination |        |
| 2010  | KBS Drama Awards                                                 | Meilleur Couple avec Song Joong-ki                    | Sungkyunkwan Scandal     | Lauréat    |        |
| 2011  | 5th Mnet 20's Choice Awards                                      | Hot 20's Voice                                        | Aucun                    | Lauréat    |        |
| 2011  | 5th Mnet 20's Choice Awards                                      | Hot Style Icon                                        | Aucun                    | Nomination |        |
| 2011  | 4th Style Icon Awards                                            | Style Icon Award                                      | Aucun                    | Lauréat    |        |
| 2012  | 3rd Korean Film Reporters Association Awards                     | Discovery Award                                       | Punch                    | Lauréat    |        |
| 2013  | Korean Environmental & Community Awards                          | Les gens qui ont rendu le monde plus brillant         | Aucun                    | Lauréat    |        |
| 2015  | 3rd Marie Claire Asia Star Awards                                | Asia Star of the Year                                 |                          | Lauréat    |        |
| 2015  | 15th Korea World Youth Film Festival                             | Acteur Préféré                                        | Veteran                  | Lauréat    |        |
| 2015  | 36e cérémonie des Blue Dragon Film Awards                        | Meilleur Acteur                                       | Sado                     | Lauréat    |        |
| 2015  | Fashionista Awards                                               | Best Male Fashionista in a Movie                      | Veteran                  | Lauréat    |        |
| 2015  | 10th A-Awards                                                    | Style Award                                           |                          | Lauréat    |        |
| 2015  | 5th SACF Artists of the Year Awards                              | Artistic Impression in Motion Pictures Award          | Sado, Veteran            | Lauréat    |        |
| 2015  | 4th CFDK Awards                                                  | Fashion Icon Award                                    |                          | Lauréat    |        |
| 2015  | The Korea Film Actors Association Awards                         | Top Star Award                                        | Sado, Veteran            | Lauréat    |        |
| 2015  | SBS Drama Awards                                                 | Top Excellence Award, Actor in a Serial Drama         | Six Flying Dragons       | Lauréat    |        |
| 2015  | SBS Drama Awards                                                 | Top 10 Stars                                          | Six Flying Dragons       | Lauréat    |        |
| 2015  | SBS Drama Awards                                                 | Meilleur Couple avec Shin Se-kyung                    | Six Flying Dragons       | Lauréat    |        |
| 2016  | 7rd Korean Film Reporters Association Awards                     | Meilleur Acteur                                       | Sado                     | Lauréat    |        |
| 2016  | 11th Max Movie Awards                                            | Meilleur Acteur                                       | Veteran                  | Lauréat    |        |
| 2016  | 8th Style Icon Awards                                            | Style Icon Award                                      |                          | Lauréat    |        |
| 2016  | 10e cérémonie des Asian Film Awards                              | Next Generation Award                                 | Sado, Veteran            | Lauréat    |        |
| 2016  | 21e cérémonie des Chunsa Film Art Awards                         | Meilleur Acteur                                       | Sado                     | Lauréat    |        |
| 2016  | 36e cérémonie des Golden Cinematography Awards                   | Meilleur Acteur                                       | Veteran                  | Lauréat    |        |
| 2016  | 52e cérémonie des Baeksang Arts Awards                           | Meilleur Acteur (Télévision)                          | Six Flying Dragons       | Lauréat    |        |
| 2016  | 7e cérémonie des Korean Popular Culture & Arts Awards            | Prime Minister Award                                  | Aucun                    | Lauréat    |        |
| 2016  | 16e cérémonie des Korea World Youth Film Festival                | Acteur préféré                                        | Like for Likes           | Lauréat    |        |
| 2017  | 5e cérémonie des DramaFever Awards                               | Meilleur acteur                                       | Six Flying Dragons       | Nomination |        |
| 2017  | 19e cérémonie des Korea Fashion Photographers Association Awards | Photogénique de l'année                               | Aucun                    | Lauréat    |        |
| 2018  | 13e cérémonie des Soompi Awards                                  | Acteur de l'année                                     | Chicago Typewriter       | Nomination |        |
| 2018  | 27e cérémonie des Buil Film Awards                               | Meilleur acteur                                       | Burning                  | Nomination |        |
| 2018  | 55e cérémonie des Prix Grand Bell                                | Meilleur acteur                                       | Burning                  | Nomination |        |
| 2018  | 2ème cérémonie des Seoul Awards                                  | Meilleur acteur (film)                                | Burning                  | Nomination |        |
| 2018  | 39e cérémonie des Blue Dragon Film Awards                        | Meilleur acteur dans un premier rôle                  | Burning                  | Nomination |        |
| 2019  | 16e cérémonie des Prix de l’International Cinephile Society      | Meilleur acteur                                       | Burning                  | Nomination |        |
| 2019  | 21e cérémonie des Asian Film Critics Association Awards          | Meilleur acteur                                       | Burning                  | Nomination |        |
| 2019  | 13e cérémonie des Asian Film Awards                              | Meilleur acteur                                       | Burning                  | Nomination |        |
| 2019  | 55e cérémonie des Baeksang Arts Awards                           | Meilleur acteur (film)                                | Burning                  | Nomination |        |
| 2019  | 24e cérémonie des Chunsa Film Art Awards                         | Meilleur acteur                                       | Burning                  | Nomination |        |
| 2020  | Ciné 21 Prix                                                     | Meilleur acteur                                       | #Alive, Voice of Silence | Lauréat    | [ 15 ] |
| 2021  | 41e cérémonie des Blue Dragon Film Awards                        | Meilleur acteur dans un premier rôle                  | Voice of Silence         | Lauréat    |        |
| 2021  | 41e cérémonie des Blue Dragon Film Awards                        | Prix de l’étoile populaire                            | Voice of Silence         | Lauréat    |        |
| 2021  | 57e cérémonie des Baeksang Arts Awards                           | Meilleur acteur (film)                                | Voice of Silence         | Lauréat    |        |
| 2021  | 25e Festival international du film Fantasia                      | Prix Cheval Noir du meilleur acteur                   | Voice of Silence         | Lauréat    |        |
| 2021  | 30e cérémonie des Buil Film Awards                               | Meilleur acteur                                       | Voice of Silence         | Lauréat    |        |
| 2021  | 15e cérémonie des Asian Film Awards                              | Meilleur acteur                                       | Voice of Silence         | Lauréat    |        |
| 2021  | 26e cérémonie des Chunsa Film Art Awards                         | Meilleur acteur                                       | Voice of Silence         | Nomination |        |
| 2021  | 6e cérémonie des Asia Artist Awards                              | Asian Celebrity Award (Acteur)                        | Voice of Silence         | Lauréat    | [ 16 ] |
| 2021  | 6e cérémonie des Asia Artist Awards                              | Grand Prix (Daesang) de l’acteur de cinéma de l’année | Voice of Silence         | Lauréat    |        |
| 2022  | 20e cérémonie des Director’s Cut Awards                          | Meilleur acteur (film)                                | Voice of Silence         | Nomination |        |
| 2022  | 20e cérémonie des Director’s Cut Awards                          | Meilleur acteur (TV)                                  | Hellbound                | Nomination |        |